# 平覚
平 覚（たいら さとる、1953年 ‐ ）は、日本の法学者。専門は国際法学。大阪公立大学教授。

## 来歴
1953年生まれ、秋田県出身。1977年早稲田大学法学部を卒業し、同大学大学院法学研究科へ進学、1983年博士課程後期単位取得退学。翌年から神戸商科大学商経学部で勤務し、1987年同大学助教授となる。1993年10月から大阪市立大学法学部助教授、1998年同大学教授となる。2002年からは同大学法学研究科教授として研究をしており、2004年度には１年間法学部長・法学研究科長も務めた。また2005年からは関西学院大学大学院司法研究科・法学部で非常勤講師をしている。

## 著書[3]

### 共著
- 『国際経済法』(中川淳司、清水章雄、平覚、間宮勇著）、有斐閣、2003年、ISBN	4641046166
- 『グローバル化時代の法と法律家』（阿部昌樹、佐々木雅寿、平覚編）、日本評論社、2004年、ISBN	4535514186
- 『国際経済法』(中川淳司、清水章雄、平覚、間宮勇著、白巴根訳)、北京大学出版会、2007年
- 『国際経済法　第2版』(中川淳司、清水章雄、平　覚、間宮勇著）、有斐閣、2012年

### 分担執筆
- 『ケースブック　ガット・WTO法』（松下満雄・清水章雄・中川淳司編）、有斐閣、2000年

### 担当執筆
- 『基本判例双書国際法』(宮崎繁樹編)、同文館、1981年（主に「第11章国際経済秩序」担当執筆）
- 『法学』（正亀慶介、古林稔編）、学術図書出版社、1992年（「第10章国際社会と法」担当執筆）
- 『現代国際取引法講義』（松岡博編）、法律文化社、1996年（「第9章外国貿易・為替規制(管理)」担当執筆）
- 『国際法』（浅田正彦編）、東信堂、2011年（「第13章国際経済法」担当執筆）